# 4e cérémonie des Black Reel Awards
La 4e cérémonie des Black Reel Awards (BR Awards), décernés par le Foundation for the Advancement of African Americans in Film, a eu lieu le 2 mars 2003, et a récompensé les personnalités et des œuvres afro-américaines réalisées l'année précédente.
Antwone Fisher a remporté cinq prix lors de la cérémonie, tandis que The Rosa Parks Story a reçu quatre prix,.

## Palmarès

### Cinéma

#### Meilleur film
- Antwone Fisher

#### Meilleur réalisateur
- Denzel Washington pour Antwone Fisher

#### Meilleur acteur
- Derek Luke pour le rôle de Antwone Quenton « Fish » Fisher dans Antwone Fisher

#### Meilleur acteur dans un second rôle
- Denzel Washington pour le rôle du docteur Jerôme Davenport dans Antwone Fisher

#### Meilleure actrice dans un second rôle
- Joy Bryant pour le rôle de Cheryl Smolley dans Antwone Fisher

#### Meilleure révélation - choix du spectateur
- Derek Luke pour le rôle de Antwone Quenton « Fish » Fisher dans Antwone Fisher

#### Meilleur scénario (original ou adapté)
- Antwone Fisher – Antwone Fisher (en)

#### Meilleure affiche de film
- Blade 2